# Jarl
Jarl je na sjevernogermanskim jezicima ekvivalent naslova grof i vojvoda (usporedi engleski earl).
Među brojnim skandinavskim jarlovima vrijedi spomenuti jarlove Lade (Hlaðira) u Norveškoj, jarlove Orkneya u Škotskoj i jarla Birgera, koji je osnovao Stockholm.